# Lucas Malacarne
Lucas Damian Malacarne (Viedma, Río Negro, Argentina; 25 de noviembre de 1988) es un exfutbolista argentino jugaba como defensor en Sol de Mayo de Viedma, del Torneo Federal A.

## Biografía
Surgido de las divisiones inferiores de River Plate, sin haber debutado en este equipo, partió hacia Estados Unidos en condición de cedido para formar parte de FC Dallas. En el conjunto de Texas realizó su debut profesional, y allí estuvo durante 6 meses. En el año 2009 se va nuevamente cedido, pero esta vez hacia la C.A.I. En julio de ese mismo año parte hacia Albania donde estuvo hasta fines del año 2013, pasando por 3 equipos de aquel país. El jugador explicó que la adaptación en un principio no fue fácil debido a diferentes cuestiones, como por ejemplo la religión, ya que allí predomina la musulmana. A comienzos del año 2014 retornó al fútbol de los Estados Unidos para formar parte de New York Red Bulls II, donde permaneció durante todo el año. Ya en el 2015 el jugador retorna a Argentina para formar parte de Sol de Mayo de Viedma, club en el que se desempeñó hasta el 2023. Actualmente se encuentra jugando la Liga de Veteranos en el Club Dorrego de la ciudad de Viedma, perdiendo en su debut frente a Villa Congreso por 2 a 1. 
Tras varias lesiones en el club Dorrego, el flamante central zurdo decidió retirarse del futbol para dedicarse al padel 

## Clubes
| Club                  | País           | Año         |
| --------------------- | -------------- | ----------- |
| FC Dallas             | Estados Unidos | 2007 - 2008 |
| C.A.I                 | Argentina      | 2009        |
| FK Dinamo Tirana      | Albania        | 2009 - 2011 |
| KS Kastrioti Krujë    | Albania        | 2011 - 2012 |
| FK Kukësi             | Albania        | 2012 - 2014 |
| New York Red Bulls II | Estados Unidos | 2014 - 2015 |
| Club Sol de Mayo      | Argentina      | 2015 - 2023 |

|Club Dorrego
| Argentina
|2024 - Actualidad

## Palmarés
| Título                | Club             | País      | Año  |
| --------------------- | ---------------- | --------- | ---- |
| Superliga de Albania  | FK Dinamo Tirana | Albania   | 2009 |
| Torneo Federal B 2017 | Club Sol de Mayo | Argentina | 2017 |